# Nilobezzia japana
Nilobezzia japana är en tvåvingeart som först beskrevs av Tokunaga 1939.  Nilobezzia japana ingår i släktet Nilobezzia och familjen svidknott. Inga underarter finns listade i Catalogue of Life.